# عبد الله شيهو
عبد الله شيهو (بالإنجليزية: Shehu Abdullahi)‏، من مواليد 12 مارس 1993 في نيجيريا، هو لاعب كرة قدم نيجيري. يلعب حاليا مع نادي بورصة سبور التركي. لعب سابقا مع نادي القادسية الكويتي.

## روابط خارجية
- عبد الله شيهو على موقع الاتحاد الدولي (مؤرشف)  (الإنجليزية)
- عبد الله شيهو على موقع الاتحاد الأوربي (الإنجليزية)
- عبد الله شيهو على موقع اتحاد تركيا (لاعب) (الإنجليزية)
- عبد الله شيهو على موقع قاعدة بيانات كرة القدم.إي يو (الإنجليزية)
- عبد الله شيهو على موقع ناشيونال فوتبول تيمز (الإنجليزية)
- عبد الله شيهو على موقع Soccerway.com (الإنجليزية)
- عبد الله شيهو على موقع عالم كرة القدم.نت (الإنجليزية)
- عبد الله شيهو على موقع اللجنة الأولمبية الدولية (الإنجليزية)
- عبد الله شيهو على موقع أوليمبيديا (الإنجليزية)
- عبد الله شيهو على موقع AS.com (الإسبانية)